# Воловченко Іван Платонович
Іван Платонович Воловченко (2 січня 1917, село Кариж Рильського повіту Курської губернії, тепер Курської області, Російська Федерація — 25 березня 1998, місто Москва, Російська Федерація) — радянський діяч, міністр сільського господарства СРСР. Депутат Верховної Ради СРСР 5—6-го, 8—9-го скликання. Герой Соціалістичної Праці (31.12.1961).

## Життєпис
Народився в селянській родині. У 1934 році вступив до Рильського сільськогосподарського технікуму, після закінчення якого в 1938 році вступив до Воронезького сільськогосподарського інституту. У 1942 році закінчив Воронезький сільськогосподарський інститут за спеціальністю агроном-насінник.
З 1942 по 1946 рік — у Червоній армії, учасник німецько-радянської війни. З липня 1942 року служив писарем управління 3-ї окремої лижної бригади. З березня 1943 року навчався у Київському танкотехнічному училищі. З грудня 1944 року — заступник командира роти з технічної частини 10-го гвардійського танкового корпусу, а з травня 1945 року — 10-ї гвардійської танкової дивізії.
Член ВКП(б) з 1946 року.
У 1946—1948 роках — заступник головного агронома Правдинського бурякорадгоспу Сумської області; головний агроном, виконувач обов'язків директора Льговського бурякорадгоспу Курської області.
У 1948—1949 роках — керівник відділення Правдинського бурякорадгоспу Сумської області.
У 1949—1950 роках завідував сільськогосподарським відділом Охтирського районного комітету КПУ Сумської області.
У 1950—1951 роках працював головним агрономом Пархомівського елітно-насіннєвого бурякорадгоспу Краснокутського району Харківської області.
У 1951—1963 роках — директор радгоспу «Петровський» Добринського району Липецької області РРФСР.
8 березня 1963 — 17 лютого 1965 року — міністр сільського господарства СРСР.
У лютому 1965 — березні 1972 року — перший заступник міністра сільського господарства СРСР.
20 березня 1972 — 18 березня 1975 року — міністр радгоспів РРФСР.
У квітні 1975 — травні 1977 року — заступник міністра сільського господарства СРСР.
У травні 1977 — 1980 року — радник, у 1980 — листопаді 1983 року — аташе із сільського господарства посольства СРСР у Німецькій Демократичній Республіці.
З листопада 1983 року — персональний пенсіонер союзного значення в Москві.
Помер 25 березня 1998 року в Москві. Похований на Кунцевському цвинтарі Москви.

## Нагороди
- Герой Соціалістичної Праці (31.12.1961)
- два ордени Леніна (31.12.1961; 11.12.1973)
- орден Жовтневої Революції (27.08.1971)
- два ордени Вітчизняної війни ІІ ст. (20.05.1945; 11.03.1985)
- два орден Трудового Червоного Прапора (31.12.1966; 31.12.1976)
- медалі